# McLeod (Einheit)
Das McLeod (manchmal auch MacLeod geschrieben), benannt nach dem britischen Chemiker Herbert McLeod, war eine 1945 vorgeschlagene Willkürliche Einheit des Gasdrucks, basierend auf einer  Logarithmischen Skala.
p (in McLeod) = –log10 p (in mmHg)
Daraus ergibt ich sich das 1 McLeod = 0,1 mmHg = 13,332 Pa entsprechen.